# Frost/Nixon : L'Heure de vérité
Pour plus de détails, voir Fiche technique et Distribution.
Frost/Nixon : L'Heure de vérité (Frost/Nixon) est un film américano-franco-britannique de Ron Howard, adapté de la pièce éponyme de Peter Morgan et sorti en 2008. 
Il revient sur les interviews télévisés de 1977 entre le journaliste britannique David Frost et l'ancien président des États-Unis Richard Nixon.

## Synopsis
En 1977, le journaliste britannique David Frost, pour relancer sa carrière, veut interviewer le président déchu Richard Nixon. Celui-ci préférerait un journaliste plus connu mais accepte après avoir négocié une importante somme d'argent. Pour Frost, il faut maintenant trouver le financement de son émission et réussir à mettre la pression sur Nixon à propos du Watergate.
Pour Nixon, convaincu par son entourage que Frost ne sera pas à la hauteur, c'est l'occasion de reconquérir le public et de réaliser un retour sur le devant de la scène. Les deux hommes sont maintenant face à face, ce sera la gloire pour le vainqueur et la fin de toutes les illusions pour le vaincu.

## Fiche technique
- Titre original : Frost/Nixon
- Titre français complet : Frost/Nixon : L'Heure de vérité
- Réalisation : Ron Howard
- Scénario : Peter Morgan, d'après sa propre pièce de théâtre
- Direction artistique : Michael Corenblith (supervision) ; Brian O'Hara, Gregory Van Horn
- Décors : Susan Benjamin
- Costumes : Daniel Orlandi
- Photographie : Salvatore Totino
- Montage : Daniel P. Hanley, Mike Hill et Robert Komatsu
- Musique : Hans Zimmer
- Production : Ron Howard, Brian Grazer, Tim Bevan et Eric Fellner
- Sociétés de production : Universal Pictures, Imagine Entertainment, Working Title Films, Studiocanal et Relativity Media
- Sociétés de distribution :  Universal Pictures,  Studiocanal
- Budget : 25 000 000 $[1]
- Pays :  États-Unis,  Royaume-Uni,  France
- Langue originale : anglais
- Format : couleur - 35 mm - 2,35:1 - son SDDS/Dolby Digital/DTS
- Genre : drame
- Durée : 122 minutes
- Dates de sortie : 
  - Royaume-Uni : 15 octobre 2008 (Festival du film de Londres) - 23 janvier 2009 (sortie nationale)
  - USA : 5 décembre 2008
  - Belgique : 14 janvier 2009
  - Suisse romande : 18 février 2009
  - France : 1er avril 2009

## Distribution
- Frank Langella (VF : Pierre Dourlens, VQ : Jean-Marie Moncelet) : Richard Nixon [2]
- Michael Sheen (VF : Éric Legrand, VQ : Jacques Lavallée) : David Frost
- Rebecca Hall (VF : Élisabeth Ventura ; VQ : Pascale Montpetit) : Caroline Cushing, la belle conquête de Frost
- Sam Rockwell (VF : Thierry Ragueneau, VQ : Gilbert Lachance) : James Reston Jr. (en), auteur de quatre ouvrages anti-Nixon
- Matthew Macfadyen (VF : Éric Herson-Macarel, VQ : François Godin) : John Birt, le producteur et ami de Frost
- Oliver Platt (VF : Jean-Loup Horwitz, VQ : Marc Bellier) : Bob Zelnick (en), l'éditeur exécutif de l'interview
- Kevin Bacon (VF : Philippe Vincent, VQ : Benoît Rousseau) : Jack Brennan (en), le chef de cabinet de Richard Nixon
- Toby Jones  (VF : Jacques Bouanich ; VQ : François Sasseville) : Swifty Lazar, l'agent littéraire de Richard Nixon
- Patty McCormack : Pat Nixon, l'épouse de Richard Nixon
- Jenn Gotzon (en) : Tricia Nixon, la fille de Richard Nixon
- Andy Milder : Frank Gannon
- Clint Howard : Lloyd Davis, un technicien télé
- Rance Howard : Ollie
- Joe Spano : le cadre de NBC

## Distinctions
Source et liste complète : Internet Movie Database

### Récompenses
- American Film Institute Awards 2008 : Film de l'année
- Las Vegas Film Critics Society Awards 2008 :
  - Meilleur film
  - Meilleur acteur pour Frank Langella
  - Meilleur réalisateur pour Ron Howard
  - Meilleur scénario pour Peter Morgan
  - Meilleur montage pour Daniel P. Hanley et Mike Hill

- National Board of Review 2008 : Top 10 films
- Satellite Awards 2008 : Meilleur scénario adapté pour Peter Morgan

- Festival du film d'aventures de Valenciennes 2009 : Meilleurs acteurs pour Frank Langella et Michael Sheen

### Nominations
- BAFTA 2009 :
  - Meilleur film
  - Meilleur acteur pour Frank Langella
  - Meilleur réalisateur pour Ron Howard
  - Meilleur scénario adapté pour Peter Morgan
  - Meilleur montage pour Daniel P. Hanley et Mike Hill
  - Meilleurs maquillages et coiffures pour Edouard F. Henriques et Kim Santantonio
- Golden Globes 2009 :
  - Meilleur film dramatique
  - Meilleur acteur dans un film dramatique pour Frank Langella
  - Meilleur réalisateur pour Ron Howard
  - Meilleur scénario pour Peter Morgan
  - Meilleure musique pour Hans Zimmer
- Oscars 2009 :
  - Meilleur film
  - Meilleur acteur pour Frank Langella
  - Meilleur réalisateur pour Ron Howard
  - Meilleur scénario adapté pour Peter Morgan
  - Meilleur montage pour Daniel P. Hanley et Mike Hill